# Was His Decision Right?
Was His Decision Right? è un cortometraggio muto del 1914 prodotto dalla Lubin. Il nome del regista non viene riportato nei credit del film.

## Produzione
Il film fu prodotto dalla Lubin Manufacturing Company.

## Distribuzione
Distribuito dalla General Film Company, il film - un cortometraggio in due bobine - uscì nelle sale USA il 26 novembre 1914.